# Atletismo nos Jogos Pan-Americanos de 1959 - Lançamento de disco masculino
A prova do lançamento de disco masculino nos Jogos Pan-Americanos de 1959 foi realizada em Chicago, Estados Unidos.

## Medalhistas
| Ouro                             | Prata                              | Bronze                           |
| Alfred Oerter USA Estados Unidos | Richard Cochran USA Estados Unidos | Parry O'Brien USA Estados Unidos |

## Resultados
| Posição           | Nome            | Nacionalidade             | Marca | Notas |
| ----------------- | --------------- | ------------------------- | ----- | ----- |
| Medalha de ouro   | Alfred Oerter   | USA Estados Unidos        | 58.12 |       |
| Medalha de prata  | Richard Cochran | USA Estados Unidos        | 54.44 |       |
| Medalha de bronze | Parry O'Brien   | USA Estados Unidos        | 51.84 |       |
| 4                 | Lambertus Rebel | AHO Antilhas Neerlandesas | 48.05 |       |
| 5                 | Hernán Haddad   | CHI Chile                 | 46.45 |       |
| 6                 | Enrique Helf    | ARG Argentina             | 45.79 |       |
| 7                 | John Pavelich   | CAN Canadá                | 44.63 |       |
| 8                 | Daniel Cereali  | VEN Venezuela             | 44.06 |       |